# Varronia leptoclada
Varronia leptoclada är en strävbladig växtart som beskrevs av Charles Frederick Millspaugh. Varronia leptoclada ingår i släktet Varronia och familjen strävbladiga växter. Inga underarter finns listade i Catalogue of Life.